# Dabo
Dabo – miejscowość i gmina we Francji, w regionie Grand Est, w departamencie Mozela.
Według danych na rok 1990 gminę zamieszkiwało 2789 osób, a gęstość zaludnienia wynosiła 58 osób/km² (wśród 2335 gmin Lotaryngii Dabo plasuje się na 163. miejscu pod względem liczby ludności, natomiast pod względem powierzchni na miejscu 13.).